# Tanya Hansen
Tanya Hansen (née le 11 septembre 1973) est une actrice pornographique norvégienne. Avant d'entrer dans l'industrie pour adultes, elle a travaillé comme strip-teaseuse.

## Carrière
Hansen a commencé à se produire dans les clubs de striptease d'Oslo; peu de temps après, elle a commencé à jouer dans des films pour adultes.
Elle a été rédactrice en chef de deux magazines norvégiens, Cocktail et Lek. En 2005, elle a lancé le magasin de vêtements Paparazzi et la boutique en ligne Fashion Diva. Elle est également apparue dans des publicités pour la société de télécommunications Telenor.

## Prix et nominations
- 2001 Venus Award - nommée – Meilleure Actrice Européenne[5]
- 2003 Venus Award - gagnante – Meilleure Actrice (Scandinavie)[6]